# Крекінг-установка в Сухарі
Крекінг-установка в Сухарі — складова частина нафтохімічного майданчику, розташованого на півночі Оману в потужній індустріальній зоні Сухар.
Піролізна установка, яка почала роботу в 2022 році, розрахована на споживання змішаної сировини. Для роботи на проєктній потужності їй щорічно потрібно:
- 666 тисяч тонн зріджених вуглеводневих газів (фракція C2+), що надходять по спеціалізованому трубопроводу Фахуд – Сухар з газопереробного заводу Фахуд;
- 477 тисяч тонн зрідженого нафтового газу (пропан-бутанова фракція), які мають надавати розташовані у тій же промисловій зоні нафтопереробний завод і завод з випуску ароматичних вуглеводнів;
- 330 тисяч тонн осушених газів нафтопереробки від все того ж НПЗ;
- 120 тисяч тонн конденсату, постачати які має розташований на північному сході країни завод зі зрідження газу Оман ЗПГ.
Використання широкого спектру гомологів метану відбивається на переліку продукції заводу, який має випускати 880 тисяч тонн етилену і 300 тисяч тонн пропілену, що спрямовуватимуться для полімеризації на інші складові частини того ж комплексу. Також крекінг-установка може продукувати фракцію С4 і 111 тисяч тонн піролізного бензину (PyGas, pyrolysis gasoline — високооктанова суміш, що зазвичай використовується як присадка до пального), при цьому на основі фракції С4 мають отримувати 41 тисячу тонн 1-бутену (зазвичай призначений для використання як ко-полімер) та 90 тисяч тонн метилтретинного бутилового етеру (MTBE, отримують шляхом реакції ізобутилену з метанолом).
Обладнання для спорудження установки надходило морським шляхом через порт Сухар, для чого довелось залучити 42 судна, зокрема обладнані кранами великої вантажопідйомності. Його загальна вага становила 838 тисяч вантажних тонн, а найбільшим підйомом була операція з елементом вагою 1230 тонн та довжиною 115 метрів.
Проєкт реалізували через компанію Liwa Plastics Integrated Complex (LPIC), яка належить до групи Oman Qaboos, що володіє зазначеними вище НПЗ та заводом ароматичних вуглеводнів.